# Fati Lami Abubakar
Fati Lami Abubakar (nascida em 12 de abril de 1951) foi a primeira-dama da Nigéria de junho de 1998 a maio de 1999. Após ocupar o posto de primeira-dama, Abubakar foi juíza-chefe do Estado do Níger de 2013 a 2016.

## Infância e educação
Abubakar nasceu a 12 de abril de 1951 em Minna, na Nigéria, e completou o ensino médio em Kaduna. Ela foi para a faculdade em Ilorin antes de ir para o Colégio Federal do Governo, Sokoto e para a Universidade de Ifé. Em seus estudos pós-secundários, completou vários graus em direito, de um grau de bacharel ao de um Doutor em Filosofia. Abubakar também completou a escolaridade adicional na Escola de Direito da Nigéria.

## Carreira
Abubakar começou a sua carreira em direito como inspetora e conselheira sénior na Nigéria. Ela foi nomeada procuradora geral do Ministério de Justiça do Estado do Níger em 1985 e juíza do Supremo Tribunal em 1989.  Em março de 2013, Abubakar foi nomeada juíza-chefe do Estado do Níger. Ela ocupou esse cargo até à aposentadoria em abril de 2016.
Fora da sua carreira em direito, Abubakar fez parte da assembleia constituinte de 1988 a 1989 e de um comité de fraude bancária de 1989 a 1992. Em junho de 1998, Abubakar tornou-se primeira-dama da Nigéria depois de o seu marido Abdulsalami Abubakar ter sido eleito presidente da Nigéria. O seu mandato como primeira-dama terminou em maio de 1999. Durante o seu período como primeira-dama, Abubakar fundou em 1999 a Alternativa de Avanço e Proteção dos Direitos da Mulher, que se concentra nos direitos humanos das mulheres.

## Vida pessoal
Abubakar é casada com o ex-presidente da Nigéria Abdulsalami Abubakar, com quem tem seis filhos.